# Joseph Venne
Joseph Venne (né à Montréal le 14 juin 1858 - décédé à Montréal le 9 mai 1925) est un architecte québécois. Éminent architecte de son époque, il construisit plus de soixante édifices dans la région de Montréal, surtout des églises. 

## Biographie
Né à Montréal en 1858, il s’inscrit rapidement dans le réseau des architectes importants qui érigeront la plupart des bâtiments destinés aux Montréalais francophones. Déterminé et perfectionniste, Joseph Venne planchera sur une centaine d’édifices, incluant plusieurs églises, des écoles et le fameux Monument-National. Cet homme à l’avant-garde de son temps intègre dans ses constructions des matériaux novateurs : acier, béton et verre. En plus de faire preuve d’une approche architecturale éclectique et audacieuse, il participe à la fondation de ce qui va devenir l’Ordre des architectes du Québec, ainsi qu’à l’élaboration d’un code du bâtiment de la Ville de Montréal visant à établir des standards de qualité et de sécurité.

## Hommages posthumes

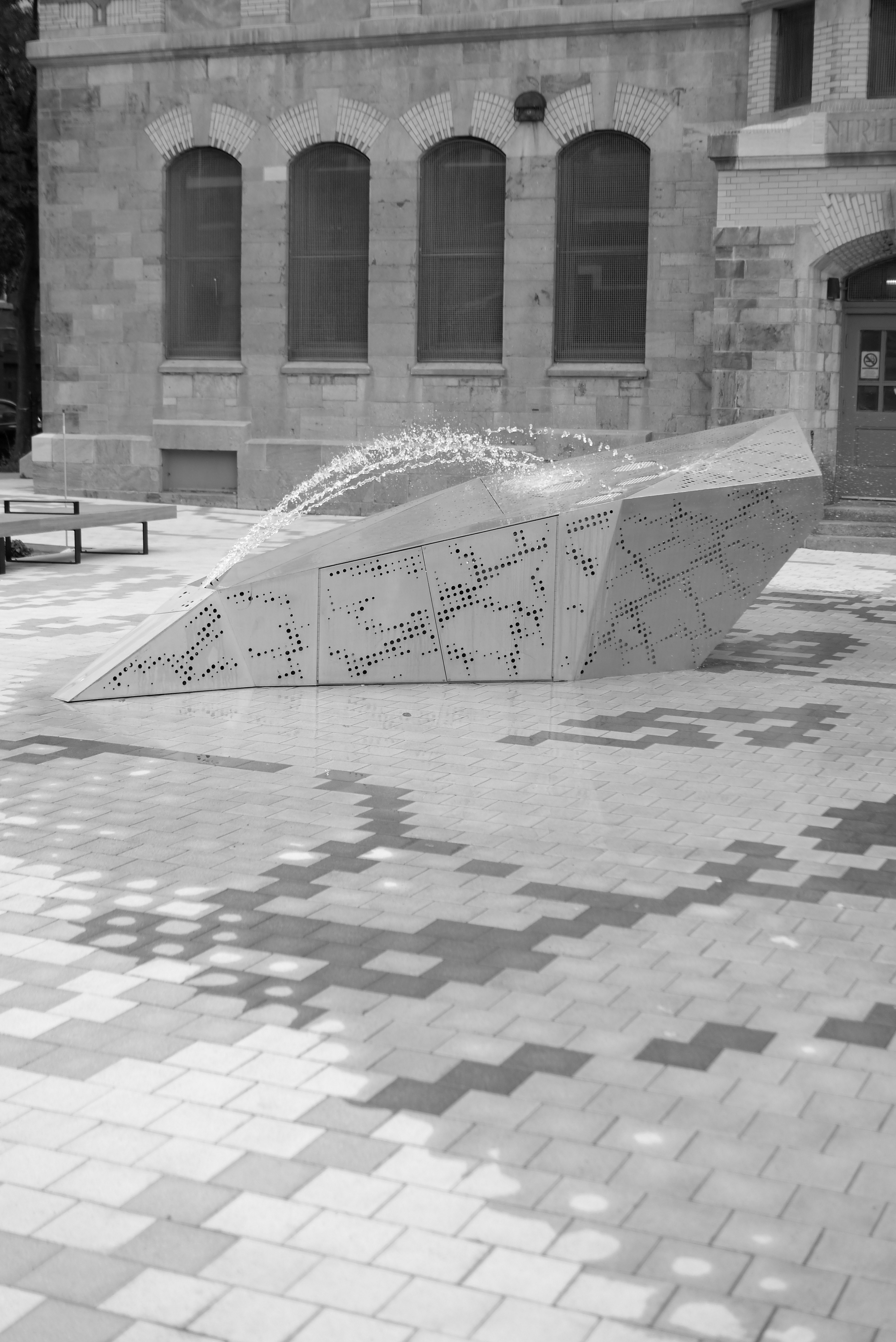
Fontaine, la place Joseph-Venne

En 2014, le stationnement du centre Gédéon-Ouimet a été converti en place publique, la place Joseph-Venne.

## Réalisations

### À Montréal
- Église du Sacré-Coeur-de-Jésus, 1887
- Collège de philosophie, Côte-des-Neiges, 1890
- Banque du peuple, 1893
- Monument-National, 1891
- Université Laval de Montréal, 1893
- Église Saint-Clément de Viauville, 1899
- Église Sainte-Anne-des-Plaines, 1901
- Façade de l’église Saint-Enfant-Jésus du Mile-End, 1901 ou 1902
- Église de Verdun, 1905
- Presbytère à Hochelaga, 1906
- Orphelinat Saint-Arsène, 1906
- Aile Saint-Mathieu de la maison-mère des sœurs grises
- École Salaberry, 1907
- Église Notre-Dame-des-Sept-Douleurs, Verdun, 1911
- Église Sainte-Catherine, 1912
- Église Saint-Anselme, 1913
- Caserne de pompiers No 39, rue Monsabre, 1914
- École Gédéon-Ouimet (aujourd’hui centre Gédéon-Ouimet), 1914
- Église Saint-Pierre-Claver, 1917 (en collaboration avec Jean-Omer Marchand)
- Église Saint-Denis, Plateau Mont-Royal, 1931

### Ailleurs
- Église Saint-Michel, Percé, 1903
- Église Notre-Dame de Southbridge